# Art Fund
 O Art Fund (anteriormente o National Art Collections Fund) é uma instituição de caridade britânica independente, que angaria fundos para ajudar na aquisição de obras de arte para o país. Oferece subsídios e atua como um canal para muitos presentes e legados, além de fazer lobby em nome de museus e galerias e seus usuários. Ele depende de assinaturas de membros e doações públicas para receber fundos e não recebe financiamento do governo ou da Loteria Nacional.
Desde a sua fundação em 1903, o Art Fund está envolvido na aquisição de mais de 860.000 obras de arte de todos os tipos, incluindo muitos dos objetos mais famosos das coleções públicas britânicas, como o Rokeby Venus de Velázquez na Galeria Nacional, o Museu de Picasso. Mulher que chora na coleção Tate, o tesouro anglo-saxão de Staffordshire no Museu e Galeria de Arte de Birmingham e o quadrante medieval Astrolábio de Canterbury no Museu Britânico.

## História

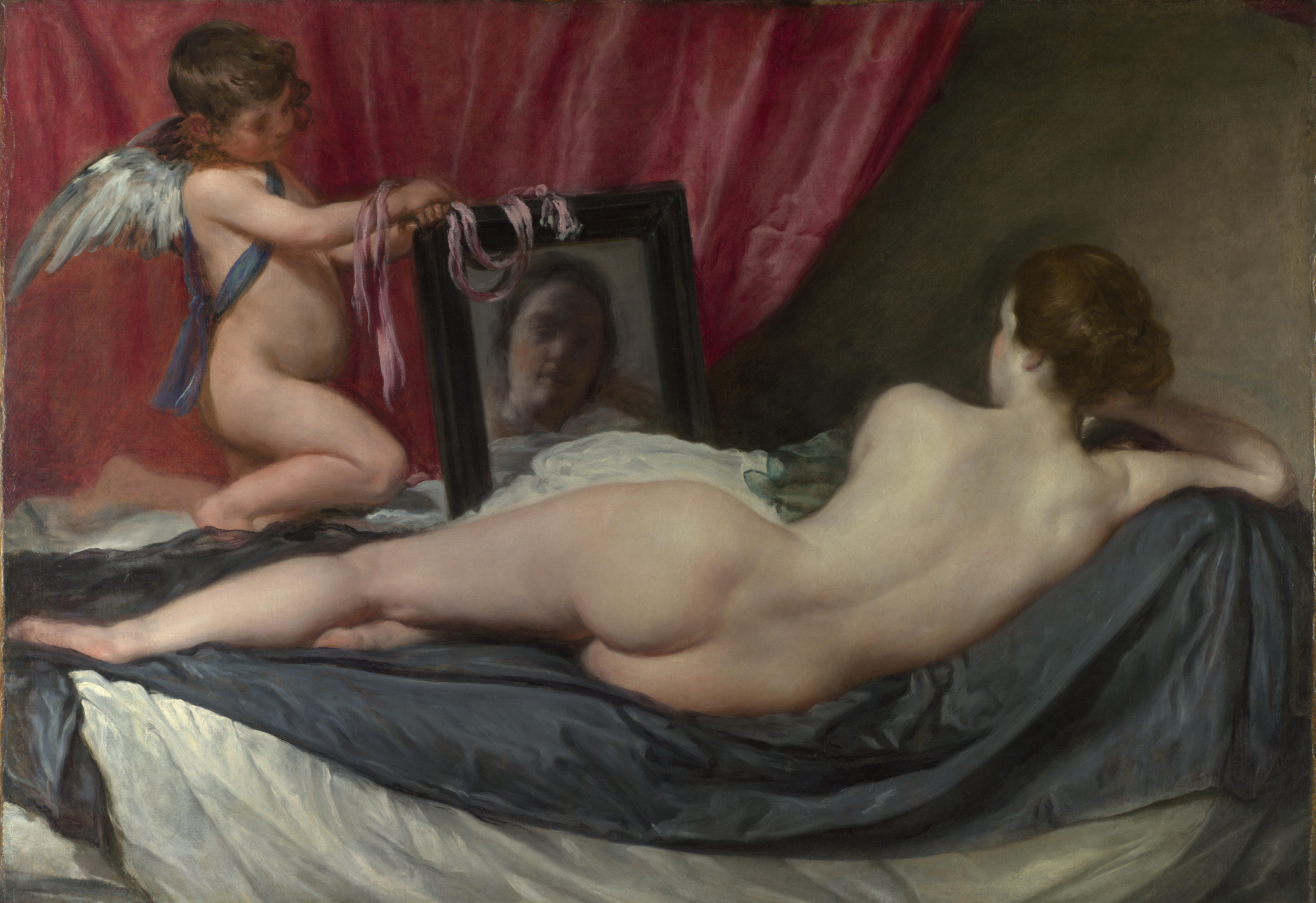
Art Fund ajudou na compra do Rokeby Venus de Velázquez.

A ideia original de uma instituição de caridade artística pode ser atribuída a uma palestra proferida por John Ruskin em 1857, quando ele pediu o estabelecimento de uma "grande sociedade" para salvar obras de arte em coleções públicas e "vigiá-las".
O Art Fund, então denominado Fundo Nacional de Coleções de Arte, foi fundado em 1903 para ajudar museus e galerias a adquirir obras de arte. Os fundadores, que incluíram Christiana Herringham, DS MacColl e Roger Fry, foram motivados pelo que consideravam a inadequação do financiamento governamental dos museus.
O crítico de arte Frank Rutter disse que o fez "ferver de raiva" por o Fundo ter gastado milhares de libras em pinturas do Velho Mestre, algumas das quais ele considerava de mérito ou condição duvidosos, mas "não contribuiria nem meio centavo" para seu apelo. 1905, para comprar a primeira pintura impressionista para a Galeria Nacional, embora tenha elogiado o prestígio de apresentar a pintura, a entrada de Eugène Boudin, The Entrance to Trouville Harbour, no ano seguinte. Ele disse que "a inércia do fundo e a inépcia esnobe são inteiramente características do oficial de arte da Inglaterra".
Em 2005, o Art Fund foi pego na controvérsia em torno da compra pela galeria Tate de The Upper Room, por Chris Ofili.
No verão de 2006, o nome foi alterado de National Art Collections para The Art Fund. No mesmo ano, foi descoberto que se descobriu que a Princesa Amarna, supostamente uma escultura egípcia antiga, era na verdade uma falsificação de Shaun Greenhalgh.

## Campanhas de captação de recursos
Além de usar seus próprios recursos para ajudar museus e galerias a adquirir arte, o Art Fund organiza campanhas nacionais de captação de recursos para garantir obras de arte significativas que correm o risco de se perder da vista do público.
Em 2009, o Art Fund liderou uma campanha de arrecadação de fundos para salvar o Staffordshire Hoard, uma coleção de mais de 3.500 artefatos de ouro e prata descobertos em Staffordshire. Mais de £ 900.000 foram arrecadados por meio de doações públicas e a campanha recebeu fundos substanciais de fundos e fundações. Como resultado da campanha, o tesouro de £3,3 milhões foi adquirido para o Birmingham Museum and Art Gallery e o Potteries Museum & Art Gallery, Stoke-on-Trent.
Em 2010, A Procissão ao Calvário de Pieter Brueghel, o Jovem, que estava pendurada no Nostell Priory de Wakefield por mais de 200 anos, corria o risco de ser vendida no mercado aberto. O Art Fund trabalhou com o National Trust para levantar os 2,7 milhões de libras necessários para comprar a pintura da coleção de arte do National Trust.
Em 2013, King e McGaw fizeram uma parceria com a Art Everywhere, um projeto de caridade que coloca a maior exposição de arte do mundo. Isso encheu 22.000 outdoors em todo o Reino Unido com impressões de arte, com todos os lucros destinados ao Art Fund. No ano seguinte, a campanha foi expandida para 30.000 outdoors, exibindo 25 obras de arte, incluindo o Estudo das Nuvens Cirrus, de John Constable, O Círculo da Concupiscência, de William Blake e A Lady with a Squirrel and a Starling, de Hans Holbein, o Jovem.

## Museu do Ano
O Art Fund patrocina o prêmio Museu do Ano (conhecido como Prêmio Gulbenkian de 2003 a 2007 e Prêmio Art Fund de 2008 a 2012). Este é um prêmio de £ 100.000 concedido anualmente ao museu ou galeria que teve o projeto mais imaginativo, inovador ou popular durante o ano anterior. Os vencedores do prêmio desde a sua associação com o Art Fund foram:
- 2008: The Lightbox, Woking[10]
- 2009: Museu Wedgwood, Stoke-on-Trent[11]
- 2010: Museu Ulster, Belfast[12]
- 2011: A History of the World in 100 Objects, Museu Britânico, Londres[13]
- 2012: Museu Memorial Real Albert, Exeter[14]
- 2013: Galeria William Morris, Walthamstow, Londres[15]
- 2014: Yorkshire Sculpture Park, Wakefield[16]
- 2015: Galeria de Arte Whitworth, Manchester[17]
- 2016: Museu Victoria e Albert, Londres[18]
- 2017: The Hepworth Wakefield
- 2018: Tate St Ives[19]
- 2019: Museu Nacional de História de St Fagans, Cardiff[20]

## Salas de artistas
Em 2008, o Art Fund ajudou Tate e as Galerias Nacionais da Escócia a adquirir o ARTIST ROOMS, uma coleção de arte contemporânea e pós-guerra. Desde então, o Art Fund tem apoiado um tour pela coleção em todo o Reino Unido, além de fornecer fundos adicionais para ajudar o museu a exibir as obras. No início de 2011, as turnês do ARTIST ROOMS foram vistas por aproximadamente 12 milhões de pessoas em toda a Grã-Bretanha.